# Prawo transportowe
Prawo transportowe – dział prawa obejmujący przepisy regulujące sferę przemieszczania się osób i przewożenia rzeczy z jednego miejsca w przestrzeni w drugie.

## Rozwój historyczny
Najstarszy opis umowy przewozu znajduje się w prawie rodyjskim, przejętym później przez Rzymian (znajduje się tam konstrukcja awarii wspólnej). W czasach rzymskich przyjęto zasadę, że przewoźnik odpowiadał za całość przyjętego do transportu ładunku (receptum nautarum, cauponum, stabulariorum).
Z kolei w średniowieczu spisy prawa zwyczajowego zasadniczo nie zajmowały się regulowaniem działalności transportowej. Co do przewozu morskiego, to pewne przepisy znajdują się w Zwojach Olerońskich z XII w. i w kodyfikacji prawa miejskiego miasta Visby.
Jedną z pierwszych, choć cząstkową kodyfikacją prawa transportowego był ordynans o marynarce z 1681 roku wydany przez Ludwika XIV, króla Francji. Tam znalazła się m.in. konstrukcja umowy czarterowej (nawiązywała do rzymskiej umowy najmu statku). Umowę frachtową (właściwą umowę przewozu) regulowały m.in. gdańska ordynacja o żegludze przybrzeżnej z 1697 roku, liczne ordynacje hanzeatyckie i pruska ustawa o prawie morskim z 1727 roku.
W napoleońskim Kodeksie cywilnym z 1804 roku uregulowano przewóz lądowy i żeglugę śródlądową i korzystano z rzymskich recepta, zaś w Kodeksie handlowym z 1806 roku (ma zastosowanie do dziś w transporcie kolejowym, samochodowym i morskim) połączono reguły dotyczące najmu i przechowania. Z kolei w niemieckim kodeksie handlowym (HGB) z 1897 roku konstrukcja umowy przewozu zbliżyła się do umowy o dzieło, zaś w szwajcarskim prawie obligacyjnym z 1911 roku konstrukcja umowy przewozu zbliżyła się do umowy zlecenia.

## Prawo transportowe międzynarodowe

### Pierwsze konwencje
W 1890 roku uchwalono pierwszą konwencję międzynarodową dotyczącą transportu o powszechnym charakterze – była to Konwencja berneńska o przewozie towarów kolejami (CIM). W 1924 r. przyjęto Konwencję brukselską o ujednostajnieniu niektórych zasad dotyczących konosamentów (ważne znaczenie dla transportu morskiego) o drugą Konwencję berneńską o przewozie osób i bagażu kolejami (CIV). 12 października 1929 uchwalono Konwencję warszawską o ujednoliceniu niektórych prawideł dotyczących międzynarodowego przewozu lotniczego. Zmiany do niej wprowadziły Protokół podpisany w Hadze 28 września 1955 i Konwencja z Guadalajary sporządzona 18 września 1961.

### Najważniejsze akty międzynarodowe
- dla transportu kolejowego – Konwencja berneńska z 1980 roku (COTIF), zawierająca dwa załączniki[4]

## Źródła prawa transportowego w Polsce
W dwudziestoleciu międzywojennym częściowo umowę przewozu regulował art. 613 Kodeksu handlowego, umowy przewozu lotniczego – rozporządzenie Prezydenta RP z 1928 roku o prawie lotniczym, a umowy przewozu morskiego – IV księga niemieckiego Kodeksu handlowego.
W 1951 roku uchwalono ustawę o transporcie drogowym, w 1952 roku dekret o przewozie przesyłek i osób kolejami, w 1961 Kodeks morski, w 1961 roku nową ustawę o transporcie drogowym i spedycji krajowej, a w 1962 Prawo lotnicze. W 1984 roku uchwalono pierwszą w Europie regulację ujednolicającą zasady prawa przewozowego i obejmującą wszystkie prywatnoprawne aspekty wykonywania działalności transportowej w najważniejszych gałęziach transportu – Prawo przewozowe.
Obecnie do najważniejszych źródeł prawa transportowego w Polsce należą:
- Prawo przewozowe z 1984 roku
- Kodeks morski z 2001 roku
- Prawo lotnicze z 2002 roku
- Prawo pocztowe z 2012 roku.